# Cetotheriidae
Los cetoteríidos (Cetotheriidae) son una familia de cetáceos misticetos. Se ha considerado generalmente que esta familia existió entre el Oligoceno tardío hasta el inicio del Pleistoceno antes de extinguirse. Sin embargo, los estudios filogenéticos llevados a cabo por Fordyce y Marx (2013) indican que la ballena franca pigmea es un miembro de los cetotéridos; de confirmase estos resultados entonces la familia sería un taxón viviente.

## Características
Los Cetotheriidae se distinguen de otras ballenas barbadas a través de una combinación de características anatómicas del cráneo (la lista no es exhaustiva):
La interfaz entre los huesos de la mandíbula superior (maxilar) y frontal en la parte posterior es ligeramente cóncava y oblicua. Las parte posterior de los hueso de la nariz (rostrum) forman una cuña en forma de V entre las órbitas. Las partes superiores de la mandíbula superior están en contacto entre sí o están muy juntas. El hueso intermedio de la mandíbula (premaxilar) está cerca de la parte posterior, a lo largo del hueso nasal y no se extiende por la parte posterior del maxilar. El hueso nasal es triangular y forma de cuña. En su vértice, el hueso frontal dorsal se reduce a un crecimiento del hueso rostral. La articulación del hueso escamoso no es muy irregular. Como todas las otras ballenas barbadas, las Cetotheriidae no tienen dientes.
Una característica que comparten la Cetotheriidae con los actuales rorcuales (Balaenopteridae) es la articulación en forma de rótula del hueso rostral con los otros huesos del cráneo y el maxilar.

## Taxonomía
Tras su descripción por Brant en 1872, Cetotheriidae fue usado como un taxón cajón de sastre para las ballenas barbadas que no eran asignables a las familias modernas de ballenas.
Comparando la morfología craneal y mandibular de 23 taxones (incluyendo a arqueocetos tardíos y misticetos tanto extintos como actuales),Bouetel y Muizon, 2006 encontraron que Cetotheriidae es su sentido tradicional es polifilético. Basándose en diez rasgos craneales, ellos también concluyeron que de los doce misticetos extintos con barbas, seis formaban un grupo monofilético, Cetotheriidae sensu stricto.
Varios estudios filogenéticos a partir del de Bouetel & Muizon, 2006 apoyan la monofilia de un pequeño grupo de Cetotheriidae sensu stricto, siendo misticetos arcaicos con un cráneo que tienen "un largo proceso ascendente del maxilar con un borde lateral divergente que se articula con el frontal" y algunos otros rasgos. Este grupo se limita a Cetotherium rathkii, Metopocetus durinasus, Mixocetus elysius, Herpetocetus scaldiensis, H. transatlanticus, H. bramblei, Nannocetus eremus y Piscobalaena nana. Los restantes géneros situados en la familia son considerados como Cetotheriidae sensu lato y son referidos usualmente como "cetoterios".
Bisconti, Lambert y Bosselaers, 2013 consideraron al "cetoterio" primitivo Joumocetus el taxón nombrado más basal de su nueva superfamilia Thalossotherii (Cetotheriidae sensu lato, Cetotheriidae sensu stricto., Eschrichtiidae (las ballenas grises) y Balaenopteridae (los rorcuales)) y sugirieron que el término "Cetotheriidae sensu lato" debe ser renombrado como "talasoterios basales".Fordyce y Marx, 2013 encontraron que la ballena franca enana formaba un clado bien fundamentado con Eschrichtiidae y Balaenopteridae basado en datos moleculares, y que, dentro de los "cetoterios", estaba más cercanamente relacionado con los herpetocetinos (Herpetocetus y Nannocetus)  Bisconti et al. 2013, por su parte, encontraron que los datos moleculares indicaban que estaba más cercanamente relacionado con los Balaenidae (las ballenas francas y la de Groenlandia), pero añadieron que se espera que especímenes adicionales ayuden a resolver estos resultados conflictivos dentro de algunos años.
Clasificación de los Cetotheriidae de acuerdo con Eli Adli et al. (2014) y la base de datos en línea Fossilworks:
- †Cephalotropis Cope 1896[15]
- †Joumocetus Kimura y Hasegawa, 2010[15]
- †Mixocetus Kellogg 1934[15][4]
- †Titanocetus Bisconti, 2006
- Subfamily: †Cetotheriinae Whitmore & Barnes, 2008
  - †Brandtocetus Gol'din & Startsev 2014[16]
  - †Cetotherium Brandt 1843[15][4]
  - †Eucetotherium Brandt 1873[15]
  - †Imerocetus Mchedlidze 1964
  - †Kurdalagonus Tarasenko y Lopatin, 2012a[15]
  - †Otradnocetus Mchedlidze 1984
  - †Vampalus Tarasenko y Lopatin, 2012b
  - †Zygiocetus Tarasenko 2014[17]
- Subfamily †Herpetocetinae Steeman, 2007
  - †Herentalia Bisconti 2015[18]
  - †Herpetocetus Van Beneden 1872[15][4]
  - †Metopocetus Cope 1896[15][4]
  - †Nannocetus Kellogg 1929[15][4]
  - †Piscobalaena Pilleri and Siber 1989[15][4]
- Subfamilia Neobalaeninae Miller, 1923
  - Caperea (ballena franca pigmea) Gray, 1873
  - †Miocaperea Bisconti, 2012

Incertae sedis:
- †Hibacetus Otsuka & Ota 2008
- †Palaeobalaena Moreno 1882

## Filogenia
De acuerdo con el análisis de Fordyce y Marx de 2013, los Cetotheriidae constituyen el grupo hermano de los rorcuales, y ambas familias están unidas en la superfamilia Balaenopteroidea, que a su vez, es el grupo hermano de las ballenas francas (Balaenidae), como se ve en este cladograma basado en su estudio:
|                  | (Balaenidae)                                                        |
|                  |                                                                     |
| Balaenopteroidea | \| \| Cetotheriidae \| \| \| \| \| \| (Balaenopteridae) \| \| \| \| |
|                  | \| \| Cetotheriidae \| \| \| \| \| \| (Balaenopteridae) \| \| \| \| |
|                  | Cetotheriidae                                                       |
|                  |                                                                     |
|                  | (Balaenopteridae)                                                   |
|                  |                                                                     |

|  | Cetotheriidae     |
|  |                   |
|  | (Balaenopteridae) |
|  |                   |